# Wikibase
Wikibase是一組MediaWiki的擴充功能，用於在中央儲存庫中處理版本化資料。其主要元件為Wikibase儲存庫，一個用於儲存與管理資料的擴充功能，以及Wikibase用戶端，它可以從Wikibase儲存庫檢索與嵌入結構化資料。Wikibase是為供维基数据使用而開發的。
Wikibase連結的資料模型由「實體」組成，其中包含了單獨的「項目」、標籤或識別符號（可能會用多種語言表示），以及項目上語義化描述的「屬性」。這些屬性可以是資料庫中的其他項目，或是文字資訊。
Wikibase擁有以JavaScript為基礎的使用者介面，並提供了以多種格式匯出全部或資料子集的功能。使用這個軟體的專案包含了維基數據、歐洲數位圖書館的Eagle專案、the Droid Wiki與開放街圖的wiki。

## 外部連結
- Wikibase組成元件的函式庫